# عمر أزراج
عمر أزراج كاتب وشاعر جزائري وكاتب مقالات في الصحف اليومية ومن النقاد المعروفين في الساحة الأدبية والثقافية العربية ولد في 28 أيلول/سبتمبر 1949 بمنطقة بني مليكش بولاية بجاية ولاية بجاية التي تقع في منطقة شرق/شمال الجزائر العاصمة وهو مقيم منذ عام 1986 في لندن. شاعر متمرد في الشعر والسياسة من أصول أمازيغية.طفل لتاجر خضر درس في المدارس الفرنسية، وبالتالي تعلم الأمازيغية ثم الفرنسية، ويقول «إلى أن بلغت عمر 12 عاما لم أكن أعرف من اللغة العربية إلا ما أسمعه من آيات قرآنية». ويقول إن والده قال له ذات مرة أنه إذا امتلك اللغة الفرنسية سوف تفتح له أبواب الدنيا في حين إذا امتلك اللغة العربية سوف تفتح له أبواب الجنة، ويفيد أزراج بأنه اختار الخيار الثاني. كاتب دائم في صحيفة العرب اللندنية في قسمي الآراء السياسية وفي الشأن الثقافي، ومساهم في مجلة الجديد التي تصدر من لندن. له كتابات شعرية تمت ترجمتها إلى أعمال موسيقية من ذلك قصيدة إذا عدت بعدي التي أدها الفنان المصري محمد الحلو.
تحصل عام 1994 على جائزة اللوتس الأفروآسيوية للأدب التي يمنحها اتحاد كتاب آسيا وأفريقيا.

## مسيرته العلمية
1- طالب في مرحلة الدكتوراه فلسفة في اختصاص الدراسات الكولونيالية وما بعد الكولونيالية بجامعة كنت في بريطانيا 2002-2008 بالأطروحة الموسومة (تأثيرات الثورة الجزائرية على تكوين الفكر الفرنسي المعاصر ما بعد الحداثة).
2- ماجستير في الدراسات الثقافية من جامعة إيست لندن، بريطانيا 1993 - 1995 (دراسة وأطروحة).
3- دبلوم الدراسات العليا في الدراسات الثقافية من جامعة إيست لندن، بريطانيا عام 1992 - 1993(دراسة).
4- شهادة الحلقة الدراسية في فلسفة جاك درينا من جامعة سيتي يونفرسيتي بالعاصمة البريطانية لندن 1997 (دراسة).
5- شهادة الحلقة الدراسية في التحليل النفسي (النظرية من فرويد إلى جاك لاكان) من مركز فرويد للدراسات والأبحاث بلندن عام 2000 (دراسة)

## مسيرته المهنية
انطلقت مسيرة الشاعر الجزائري أزراج عمر في الجزائر كمستشار تربوي مكلف بالتربية الفنية بولاية البوبرة بين عامي 1973 و1980، بعد ذلك تم انتخاب في عام 1981 كأمين وطني مكلف بالعلاقات الدولية في اتحاد الكتاب الجزائريين بالجزائر وقد شغل هذا المنصب إلى غاية عام 1985.
وفي نفس الفترة تلمس طريقه الصحفي حيث عمل في مجلة المجاهد الأسبوعي (1981-1981. اتقل بعد ذلك إلى العمل كصحفي ومعلق سياسي وثقافي في مجلة الدستور بلندن، بريطانيا ما بين عام 1986 وعام 1990.
ومنذ عام 1990 أصبح يعمل لفائدة صحيفة العرب اللندنية كصحفي وكاتب زاوية يومية، ومازال يجود بكتابته في صحيفة العرب إلى اليوم.
كما شغل العديد من المهام من ذلك عضو اتحاد كتاب آسيا وأفريقيا، في الاتحاد السوفياتي سابق، عضو مؤسس لجمعية الفلسفة القلرية في بريطانيا، عضو جمعية الثقافة العربية في بريطاني، وعضو الأمانة التنفيذية لمنظمة الأحزاب الاشتراكية والتقدمية لدول البحر المتوسط في مالطا.

## أعماله
كل كتابات أزراج عمر باللغة العربية التي يعشقها ومن بينها:
- ديوان وحرستي الظل 1975
- الحضور (مقالات أدبية) 1977
- الجميلة تقتل الوحش ديوا شعر 1978
- أحاديث في الفكر والأدب (حوارات فكرية وأدبية) [1] 1984
- العودة إلى تيزي راشد (ديوان شعر) 1984
- منازل من خزف (دراسات في السياسات الثقافية الجزائرية [2] 1995.
- ديوان الطريق إلى أنمليكش وقصائد أخرى [3] 2005